# Пропілтіоурацил
Пропілтіоурацил (Propilthiouracil, PTU) — тиреостатичний засіб, похідне тіоурацилу, що застосовується для блокування синтезу тиреоїдних гормонів при гіперфункції щитоподібної залози (гіпертиреоїдизмі).
Пропілтіоурацил увійшов у медичне застосування в 1940-х роках. Він входить до списку основних лікарських засобів ВООЗ.

## Механізми дії

### Центральний
Пропілтіоурацил має тиреостатичний ефект, завдяки якому відбувається блокування тиреопероксидази, що призводить до порушення йодизації тиреоглобуліну та неможливості синтезу тироксину та трийодтироніну.

### Периферійний
PTU також інгібує ензим 5'-дейодиназу (тетрайодтиронін-5’-дейодиназа), що бере участь в перетворення Т4 на активніший Т3. Інший поширений тиреостатик — метимазол — такої властивості не має.

## Показання до застосування
Шаблон:Vtlgjgthtl;tyyz
Гіпертиреоїдизм різної етіології: дифузний токсичний зоб, багатовузловий токсичний зоб, токсична аденома. Пропілтіоурацил застосовується у вагітних хворих на гіпертиреоїдизм, оскільки прийом даного препарату має меншу тератогенну дію у порівнянні з метимазола.

## Дозування
Вибір дози препарату проводиться індивідуально з урахуванням ступеня тяжкості тиреотоксикозу та становить 100–200 мг/добу.

## Побічна дія
Застосування пропілтіоурацилу практично не призводить до побічних ефектів за умови підбору оптимальної терапевтичної дози. При досягненні стійкого еутиреозу більшості хворих показано оперативне лікування з метою усунення причини гіпертиреоїдизму (e.g. дифузний токсичний, багатовузловий токсичний зоб). При тривалому застосуванню препарату та використанні високих доз у пацієнтів можливий розвиток наступних побічних ефектів:
- алергічні реакції: шкірний висип, кропив'янка; дуже рідко і переважно при застосуванні пропілтіоурацилу у високих дозах — гарячка, лімфаденопатія;
- з боку травної системи: біль у шлунку, дуже рідко і переважно при застосуванні препарату у надвисоких дозах — ураження печінки (гепатоцитарной некроз, транзиторний холестаз); в окремих випадках — порушення смакової чутливості, нудота, блювання;
- з боку системи кровотворення: агранулоцитоз, що може супроводжуватися септичними ускладненнями; дуже рідко і переважно при застосуванні препарату у високих дозах — тромбоцитопенія; в окремих випадках — порушення еритропоезу, гемоліз;
- з боку ЦНС і периферичної нервової системи: в окремих випадках — запаморочення, нервово-м'язові розлади;
- інші: іноді — артралгії без ознак запалення суглобів; в окремих випадках — поліартрит, васкуліт, вовчакоподібний синдром, вузликовий періартеріїт, позитивна реакція Кумбса, інтерстиціальна пневмонія, периферичні набряки, алопеція.

## Протипоказання
- Гіпотиреоз
- Лейкопенія, агранулоцитоз
- Гепатит в стадії загострення, цироз печінки
- Підвищена чутливість до препарату